# Anders Björler
Anders Björler (født 26. februar 1973) er en thrash/dødsmetal-guitarist fra Sverige. Han er bedst kendt som guitarist i de to melodisk dødsmetal-bands At the Gates og The Haunted.

## Gæsteoptrædener
- 2003: "The Misinformation Age" (med Darkest Hour; fra Hidden Hands of a Sadist Nation)
- 2007 "Smothered" (Annihilator; fra Metal)